# Laura Letrari
Laura Letrari (Bressanone, 8 marzo 1989) è un'ex nuotatrice italiana.

## Carriera
Laura nasce a Bressanone l'8 marzo 1989, è la seconda di quattro fratelli (il maggiore Samuel e le minori Arianna e Anna Anthea) e inizia a nuotare a soli due anni dimostrando una forte predisposizione per l'acqua. Pur essendo figlia d'arte inizialmente ha praticato contemporaneamente diversi sport (ginnastica artistica, pattinaggio artistico e corsa) ma con l'intensificarsi degli allenamenti ha scelto quello che le piaceva di più, il nuoto. Laura ha iniziato quindi la sua carriera nella sezione nuoto della SSV Brixen, la società sportiva di casa sua allenata inizialmente da Daniela Janesi e successivamente da Paul Dalsass. La sua crescita è costante e conquista titoli provinciali e regionali che la portano alle prime manifestazioni a livello nazionale.
Nel 2004 inizia a conquistare i primi podi nazionali di categoria (due argenti nei 50 e nei 100 m stile a Imperia 2004) nel 2005 ai due argenti (50 m dorso e 50 m stile) si aggiunge un oro (100 m stile) e viene convocata con la squadra nazionale al XVIII meeting internazionale giovanile di nuoto "Coppa Carnevale". Lo stesso anno entra a far parte del progetto "Pechino 2008" con il quale la Federnuoto vara un programma di supporto alla crescita degli atleti di valore in vista delle olimpiadi. A 16 anni viene tesserata con la società "Roma 1953". Le sue specialità sono i 50 m dorso, i 50 m stile e i 100 m misti. Viene convocata per i Campionati europei giovanili di Budapest 2005, senza conquistare medaglie.
Nel 2006 Ai campionati nazionali di Imperia conquista tre ori (50 e 100 m dorso - 50 m stile) e due argenti (200 misti e 4×100 stile). Viene quindi convocata in nazionale per le Gymnasiadi e per la coppa Latina dove vince sui 50 m dorso stabilendo anche il record della manifestazione. Nel 2007 sempre ai Campionati Italiani Giovanili conquista 6 medaglie: due ori (50 dorso e 200 misti) e 4 argenti (100 m dorso - 50, 100 e 200 m stile). Nel 2007/2008 La mancanza di una vasca da 50 metri coperta, porta Laura a trasferirsi a Bologna dove entra a far parte del Nuoto Club Azzurra 91 in regime di doppio tesseramento civile/militare partecipa ai campionati mondiali Militari di Hyderabad in India conquista due bronzi e un argento. Nel novembre 2008 conquista 4 argenti ai campionati invernali e stacca il pass per i Campionati europei di Fiume dove centra due finali (50 m dorso e 100 m misti) e con la staffetta conquista un bronzo.
Nel settembre 2008 Laura torna in Alto Adige per allenarsi con la Bolzano Nuoto sotto la guida di Dario Taraboi (Bozo) e del preparatore atletico Hans Valersi. Al trofeo Ispra nuoto, il 15 marzo 2009 stabilisce un nuovo record italiano sui 100 m stile libero 53"83 cancellando quello di Federica Pellegrini. Lo stesso giorno arriva il secondo record italiano, questa volta sui 50 m delfino (26"01). Viene quindi convocata per i Giochi del Mediterraneo (oro con la staffetta stile libero) e per i Mondiali di Roma 2009. Ai campionati italiani invernali del 2009 vince i 100 m misti (59"82), i 50 m stile libero (24"74), conquista un argento sui 50 m dorso (27"07) e sui 100 m stile libero (54"51). Nei 50 m farfalla ottiene un nuovo record italiano in 25"84, cancellando quello che già le apparteneva.
Nel novembre 2009 arriva la convocazione per gli Europei indoor di Istanbul dove centra una finale nei 50 m dorso. Nel 2010 Laura rimane fuori dalle competizioni per un infortunio fino ad aprile, quindi vince due ori (100 m misti e 50 m dorso) e un bronzo (50 m stile) ai campionati italiani estivi in vasca corta. Arriva a novembre la convocazione per i campionati europei di Eindhoven dove Laura vince un bronzo con la staffetta 4×100 mista con Lisa Fissneider, Elena Gemo e Federica Pellegrini), entra poi in finale nei 50 m dorso e arriva con il quarto tempo, a qualificarsi per i Mondiali di Dubai. A Dubai è 12ª nei 50 m dorso e conquista le semifinali. arriva 19ª nei 100 misti e 25ª nei 100 m dorso.
Laura, dal settembre 2007, fa parte del Gruppo Sportivo dell'Esercito Italiano con il grado di caporale maggiore VFP4, è con la squadra dell'Esercito che ha preso parte ai campionati Mondiali Militari di Montréal dove ha conquistato 6 ori e stabilito un nuovo record mondiale militare sui 50 farfalla. Due i bronzi invece conquistati con le staffette ai Campionati mondiali militari di Warendorf del 2010.
Nel 2011 ha partecipato ai Giochi mondiali militari di Rio de Janeiro.
Il 28 luglio 2012 raggiunge la 12ª posizione in batteria ai Giochi olimpici di Londra 2012 nella staffetta 4x100 m stile libero assieme a Federica Pellegrini, Erika Ferraioli e Alice Mizzau, con il tempo di 3'39"74, nuovo record italiano.

## Primati personali (vasca lunga)
| Distanza    | Tempo          |
| ----------- | -------------- |
| 50 m s.l.   | 25"30 (2009)   |
| 100 m s.l.  | 55"22 (2016)   |
| 200 m s.l.  | 2'00"43 (2018) |
| 50 m do.    | 28"67 (2010)   |
| 100 m do.   | 1'01"73 (2009) |
| 50 m fa.    | 26"31 (2009)   |
| 100 m fa.   | 59"99 (2009)   |
| 200 m misti | 2'13"88 (2015) |

## Palmarès
| Giochi olimpici                | ---                     | ---                   | 50 m dorso              | ---                     | ---                     | ---                       | 4×100 m st. libero              | 4×100 m mista                   |
| 2012 Londra Regno Unito        | ---                     | ---                   | ---                     | ---                     | ---                     | ---                       | 12ª - 3'39"74 frazione: 55"74   | ---                             |
| Campionati mondiali            | ---                     | ---                   | 50 m dorso              | ---                     | ---                     | ---                       | 4×100 m st. libero              | 4×100 m mista                   |
| 2009 Roma Italia               | ---                     | ---                   | 29ª in batteria 29"12   | ---                     | ---                     | ---                       | 13ª - 3'41"07 frazione: 54"68   | squal. in batteria :            |
| Mondiali in vasca corta        | ---                     | ---                   | 50 m dorso              | 100 m dorso             | ---                     | 100 m misti               | ---                             | ---                             |
| 2010 Dubai Emirati Arabi Uniti | ---                     | ---                   | 15ª in semifinale 27"54 | 25ª in batteria 1'00"13 | ---                     | 19ª in batteria 1'01"62   | ---                             | ---                             |
| Campionati europei             | ---                     | ---                   | ---                     | ---                     | ---                     | ---                       | 4×100 m st. libero              | ---                             |
| 2016 Londra Gran Bretagna      | ---                     | ---                   | ---                     | ---                     | ---                     | ---                       | Argento nuota in batteria       | ---                             |
| Europei in vasca corta         | 50 m st. libero         | 100 m st. libero      | 50 m dorso              | 100 m dorso             | 50 m farfalla           | 100 m misti               | 4×50 m st. libero               | 4×50 m mista                    |
| 2008 Rijeka Croazia            | 15ª in semifinale 24"90 | ---                   | 8ª 27"66                | 27ª in batteria 1'01"33 | ---                     | 7ª 1'00"77                | 4ª - 1'38"88 frazione: 24"41    | Bronzo nuota in batteria        |
| 2009 Istanbul Turchia          | 29ª in batteria 25"28   | 32ª in batteria 54"70 | 7ª 27"13                | ---                     | 23ª in batteria 26"49   | 17ª in semifinale 1'01"17 | 4ª - 1'39"03 frazione: 25"17    | ---                             |
| 2010 Eindhoven Paesi Bassi     | 22ª in batteria 25"73   | ---                   | 4ª 27"44                | ---                     | 16ª in semifinale 26"97 | 16ª in batteria 1'01"89   | 5ª - 1'40"44 frazione: 25"21    | Bronzo: 1'49"56 frazione: 27"71 |
| 2011 Stettino Polonia          | 27ª in batteria 25"52   | ---                   | 17ª in semifinale 28"11 | ---                     | 16ª in semifinale 26"97 | 5ª - 1'00"23              | Bronzo: 1'38"12 frazione: 24"37 | ---                             |
| Giochi del Mediterraneo        | 50 m st. libero         | 100 m st. libero      | 50 m dorso              | ---                     | ---                     | ---                       | 4×100 m st. libero              | 4×200 m st. libero              |
| 2009 Pescara Italia            | 2ª in batteria 25"54    | ---                   | 5ª 29"00                | ---                     | ---                     | ---                       | Oro: 3'40"63 frazione: 55"17    | ---                             |
| 2013 Mersin Turchia            | ---                     | ---                   | ---                     | ---                     | ---                     | ---                       | 1ª - 3'41"61 staffetta squal.   | ---                             |
| 2018 Tarragona Spagna          | ---                     | 5ª - 56"04            | ---                     | ---                     | ---                     | ---                       | Oro: 3'39"95                    | Oro: 8'02"63                    |
| Universiadi                    | ---                     | ---                   | ---                     | ---                     | ---                     | ---                       | ---                             | 4×100 m mista                   |
| Gwangju 2015 Corea del Sud     | ---                     | ---                   | ---                     | ---                     | ---                     | ---                       | ---                             | Oro 4'00"50                     |
| Europei giovanili              | ---                     | ---                   | ---                     | ---                     | ---                     | ---                       | 4×100 m st. libero              | ---                             |
| 2005 Budapest Ungheria         | ---                     | ---                   | ---                     | ---                     | ---                     | ---                       | 5ª -3'52"01 frazione: 58"75     | ---                             |

### Altri risultati
Universiade
- 2015: Gwangju,  Corea del Sud

4×100 m mista: oro, 4'00"50
Giochi mondiali militari
- 2007: Hyderabad, India[12]

4×100 m st. libero: bronzo, 3'52"14
4×100 m mista: argento, 4'18"25
- 2011: Rio de Janeiro, Brasile[13]

4×100 m mista: bronzo, 4'18"61
Campionati mondiali militari
- 2009: Montréal, Canada[14]

50 m stile libero: oro, 25"89
50 m dorso: oro, 28"81
100 m dorso, oro, 1'02"20
50 m farfalla: oro, 26"58
4×100 m st. libero: oro, 3'47"01
4×100 m mista: oro, 4'11"27
- 2010: Warendorf, Germania[15]

4×100 m st. libero: bronzo, 3'52"62
4×100 m mista: bronzo, 4'19"61

### Campionati italiani
12 titoli individuali e 1 in staffetta, così ripartiti:
- 2 nei 50 m stile libero
- 3 nei 50 m dorso
- 1 nei 10 m dorso
- 2 nei 50 m farfalla
- 4 nei 100 m misti
- 1 nella staffetta 4×50 m mista

nd = non disputata
| Anno | Edizione    | st.libero 50 m | st.libero 100 m | st.libero 4×50 m | st.libero 4×100 m | dorso 50 m | dorso 100 m | farfalla 50 m | misti 100 m | misti 200 m | mista 4×50 m | mista 4×100 m |
| ---- | ----------- | -------------- | --------------- | ---------------- | ----------------- | ---------- | ----------- | ------------- | ----------- | ----------- | ------------ | ------------- |
| 2005 | Invernali   | -              | -               | nd               | nd                | -          | -           | -             | -           | -           | 2            | nd            |
| 2006 | Primaverili | -              | -               | nd               | -                 | 3          | -           | -             | nd          | -           | nd           | -             |
| 2008 | Estivi      | -              | -               | nd               | 3                 | -          | -           | -             | nd          | -           | nd           | -             |
| 2008 | Invernali   | 2              | -               | nd               | nd                | 2          | 2           | -             | 2           | -           | nd           | nd            |
| 2009 | Primaverili | -              | -               | nd               | 2                 | 2          | -           | -             | nd          | -           | nd           | 3             |
| 2009 | Estivi      | 2              | -               | nd               | 2                 | 1          | -           | -             | nd          | -           | nd           | -             |
| 2009 | Invernali   | 1              | 2               | nd               | nd                | 2          | -           | 1             | 1           | -           | nd           | nd            |
| 2010 | Estivi      | 3              | -               | nd               | nd                | 1          | -           | -             | 1           | -           | nd           | nd            |
| 2010 | Invernali   | -              | -               | 3                | nd                | -          | 1           | -             | 1           | -           | 2            | nd            |
| 2011 | Primaverili | -              | -               | nd               | 2                 | -          | -           | -             | nd          | -           | nd           | -             |
| 2011 | Estivi      | 1              | 3               | 2                | nd                | 1          | -           | 1             | 1           | 2           | 1            | nd            |
| 2011 | Invernali   | -              | -               | nd               | 2                 | -          | -           | -             | -           | -           | nd           | 2             |
| 2013 | Primaverili | -              | -               | nd               | 1                 | -          | -           | -             | -           | -           | nd           | -             |